# Пантелеймон (Сарго)
Митрополит Пантелеймон (фін. Metropoliitta Panteleimon, світське ім'я Петрі Сарго, фін. Petri Sarho; 17 травня 1949, Віеремя, Фінляндія) — фінський релігійний діяч та письменник. Також єпископ Фінляндської архієпископії Константинопольського патріархату; колишній митрополит Оулу (шведською - Улеаборзький) (2002-2013). Після відходу на спокій за віком його наступником на катедрі митрополита Оулу став Елія (Валґрен), який є зараз предстоятелем Православної церкви Фінляндії.

## Біографія
Народився 17 травня 1949 року у Вієремі, у Фінляндії, у лютеранській родині. Батьки до совєтсько-фінської війни жили в Карелії, неподалік міста Сортавали. У сім'ї було шість дітей (митрополит мав п'ять старших сестер). Сім'я жила незаможно, але батьки намагалися зробити все, щоб діти здобули хорошу освіту.

### Освіта
У 1969 році закінчив школу з правом вступу до університету. У 1970 році перейшов з євангелічно-лютеранської церкви до православ'я. У 1972 році закінчив 3 класи православної семінарії в Куопіо.
З 1972 по 1975 роки служив у фінській армії та навчався у школі офіцерів.
В 1977 закінчив Санкт-Петербурзьку духовну академію зі ступенем кандидата богослов'я і в тому ж році був пострижений в чернецтво митрополитом Никодимом (Ротовим).

### Церковне служіння
З 1973 по 1975 роки був роз'їзним регентом у районі Іломантсі.
У 1977 році вступив до братії Ново-Валаамського монастиря, де був пострижений в чернецтво і висвячений в ієродиякона і ієромонаха.
З 1979 по 1997 роки був настоятелем Ново-Валаамського монастиря в сані ігумена (1986 року був зведений у сан архімандрита).
У 1986-1992 роки був членом Синоду.
У 1997 році був обраний єпископом Йоенсууйським, вікарієм Карельської єпархії і 16 березня 1997 року в Микільському соборі міста Куопіо висвячений на єпископа.
З 1 грудня 2001 по 1 лютого 2002 року тимчасово виконував обов'язки керівника Гельсінської єпархії.
1 квітня 2002 року був обраний управителем митрополії Оулу.
27 вересня 2012 року, у зв'язку з досягненням пенсійного віку, подав прохання про звільнення на спокій, яке набуло чинності 1 червня 2013 року. Його наступником на катедрі митрополита Оулу став Елія (Валґрен). 
Після виходу на пенсію проживає у Куопіо.